# Урбель, Ида Артуровна
Ида Артуровна Урбель (эст. Ida Urbel; 3 (16) декабря 1900, Вильянди, Феллинский уезд, Лифляндская губерния, Российская империя — 4 октября 1983, Тарту, Эстонская ССР) — эстонская советская артистка балета, балетмейстер

, педагог. Народная артистка Эстонской ССР (1965).

## Биография
В 1922—1929 годах училась танцу в частных студиях в Таллине. В 1932 году экстерном окончила танцевальную школу в Париже.
В 1929—1935 годах руководила собственной студией в Вильянди, в 1935—1957 годах — балетной студией при театре «Ванемуйне».
В 1935—1957 годах — балетмейстер. Первым балетом, поставленным И. Урбель, была «Карнавальная сюита» (1939). В 1957—1973 годах — главный балетмейстер театра «Ванемуйне» в Тарту.
Для творческой манеры И. Урбель характерно сочетание выразительных средств классического балета с элементами эстонских народных, а также пластических танцев.

## Избранные балетные постановки
- «Эсмеральда» Ц. Пуни,
- «Кратт» Э. Тубина (1943),
- «Ромео и Джульетта» С. Прокофьева (1946),
- «Калевипоэг» Э. Каппа (1950),
- «Медный всадник» Глиэра (1952),
- «Тийна» Л. Аустер (1958),
- «Пер Гюнт» Э. Грига (1959),
- «Весна» Юло Винтер (1967, либретто И. Урбель),
- «Шурале» Ф. Яруллина,
- «Паганини» на музыку С. Рахманинова.

Поставила также оперы и оперетты («Кармен» Жоржа Бизе, «Игрок» С. Прокофьева, «Весёлая вдова» Ф. Легара и др.).

## Награды
- Два ордена «Знак Почёта» (1935 и 30.12.1956[1])
- Народная артистка Эстонской ССР (1965)
- Премия Советской Эстонии (1970)

## Память
- В 1994 году в Тарту была основана танцевальная школа, названная в честь И. Урбель[2].